# شوتی گتوا
شوتی گَتوا (به انگلیسی: Ncuti Gatwa؛ زادهٔ ۱۵ اکتبر ۱۹۹۲) یک بازیگر رواندایی-اسکاتلندی است که بیشتر به‌خاطر ایفای نقش اریک در مجموعهٔ تلویزیونی آموزش جنسی، شناخته می‌شود.